# Switch (álbum)
Switch é o décimo primeiro álbum de estúdio da banda de rock australiana INXS, lançado a 29 de novembro de 2005. O álbum estreou na 17a. posição da Billboard 200.
Foi o primeiro álbum gravado com o novo vocalista JD Fortune desde a morte de Michael Hutchence em 1997.
O disco vendeu cerca de 1 milhão de cópias.

## Faixas
| N.º | Título                                                 | Duração |  |
| 1.  | "Devil's Party" (Festa do Diabo)                       | 3:25    |  |
| 2.  | "Pretty Vegas" (Linda Vegas)                           | 3:25    |  |
| 3.  | "Afterglow" (Resplendor)                               | 4:08    |  |
| 4.  | "Hot Girls" (Garotas Gostosas)                         | 3:30    |  |
| 5.  | "Perfect Strangers" (Completos Estranhos)              | 4:12    |  |
| 6.  | "Remember Who's Your Man" (Lembre-se Quem É Seu Homem) | 3:28    |  |
| 7.  | "Hungry" (Faminto)                                     | 4:47    |  |
| 8.  | "Never Let You Go" (Nunca Deixar-lhe Partir)           | 4:18    |  |
| 9.  | "Like It or Not" (Goste Disso ou Não)                  | 3:44    |  |
| 10. | "Us" (Nós)                                             | 4:07    |  |
| 11. | "God's Top Ten" (Os 10 Mais de Deus)                   | 4:54    |  |

## Integrantes

### Músicos
- JD Fortune- Vocais
- Jon Farriss - bateria
- Kirk Pengily - guitarra e saxofone
- Tim Farriss - Guitarra
- Garry Gary Beers - Baixo
- Andrew Farriss - Teclados e Guitarra

### Outros convidados
- Guy Chambers - Guitarra, teclados
- Paul Stanborough - Guitarra
- Wayne Bergeron - Trompete e Flugelhorn
- Tony Perry - Guitarra, vocal e vocal de apoio
- Dan Higgins - Flute/Sax e Baritone/Tenor
- Andrew Martin - Trombone
- Paul Mirkovich - Piano
- Suzie McNeil - Vocal
- Suzie McNeil, Deanna Johnston, Lisbeth Scott, Paul Mirkovich, Ann Lewis - Vocal de apoio

### Produção
- Produtores -Guy Chambers Additional Production by Richard Flack
- Engenheiros - Paul Stanborough
- Assistentes de engenharia - Paul Stanborough
- Mixagem - Jeff Burns, Mike Shipley
- Masterização - George Marino
- Gravação - Richard Chycki, Marti Frederiksen
- Técnico de instrumentos - Jim Survis
- Arranjo de cordas - David Campbell, Jim Cox
- Coordenador de projetos especiais - Keith Garde
- Autor - Stephen Saper
- Direção de arte - Kevin Reagan
- Desenho industrial - Kevin Reagan
- Maquilagem - Melissa Rogers